# 소니 DSLT-A55
소니 DSLT-A55(Sony Alpha DSLT-A55)는 2010년에 출시된 소니의 DSLT(Digital Single Lens Translucent) 카메라이다. 반투명 거울을 채용한 제품으로 동영상 촬영중에도 빠르고 정확한 위상차 자동초점을 사용할 수 있어 기존 DSLR의 구조적 한계를 극복한 새로운 형태의 제품이다. 저가형인 a33도 존재한다.

## 특징

### 장점
기존, DSLR(디지털 일안 반사식 카메라)와는 달리, 빛을 반사시키는 펜타미러(거울)을 반투명 소재로 바꾸어, 렌즈로 들어오는 빛의 일정부분을 위상차 AF(자동 초점) 센서로 보내고, 일정부분을 이미지 센서로 보내 화상을 촬영하는 방식을 사용한다.
거울이 움직이지 않고, 항시 대기하고 있기 때문에 위상차 AF(자동 초점)를 항상 사용할 수 있으며, 셔터만 빠르게 움직일 수 있기 때문에 저가형임에도 빠른속도로 연속촬영이 가능하다.
거울이 움직이는 충격인 '미러쇼크'도 거의 발생하지 않는다.
100% 반사율의 기존 펜타미러 방식을 사용하지 않게 때문에, 광학식 뷰파인더 대신 EVF(전자식 뷰파인더) 가 탑재되었다.
EVF(전자식 뷰파인더)는 광학식 뷰파인더 (OVF) 대비, 사진의 노출과 심도가 바로 반영되어 보인다는 것이 특징이다. 또한, 동영상 촬영시 위상차 AF(자동 초점)가 가능한 최초의 렌즈 교체형 반사식 카메라로, 기존의 렌즈 교체형 반사식 카메라가 사용했던 컨트라스트 AF (명암비 검출 AF) 보다 빠르고 정확한 초점 측거가 가능하다.
이 외 기존 소니 DSLR 제품군에 탑재되었던 먼지제거 (Anti-Dust) 기능과 센서 쉬프트 (Sensor-Shift) 방식 손떨림 보정 기능, 암부와 명부의 손실을 보정해주는 HDR (High-Dynamic-Range) 기능을 비롯해 스윕 파노라마 기능과 다중 프레임 노이즈 감쇄 기능 역시 탑재되었다.

### 단점
뷰파인더가 전자식이기 때문에 광학식 뷰파인더(OVF)보다 부자연스럽게 느껴질 수 있으며, 빠른 물체나 움직임을 잡고자 할 경우 OVF보다 반응속도가 답답하게 느껴질 수 있다. 전원을 켜둘경우 항상 전력이 소모되기 때문에 배터리가 금방 소모 될 수 있다는 점, 전원을 끄면 뷰파인더로 아무것도 볼 수 없다는 단점도 존재한다. 뷰파인더가 항상 노출이 반영된 화면을 보여주기 때문에 순간광(플래쉬) 촬영시 노출 부족 상태에서 촬영하고자 할 경우 뷰파인더가 컴컴하게 보이게 되는 단점도 있다. 렌즈가 받아들이는 빛의 1/3을 항상 AF 센서로 보내기 때문에 실내나 야간 촬영 등 저광량 환경에서 화질이 악화될 것이란 우려가 제기되기도 하였으나, 제품 출시 이후 여러 사용자들과 리뷰에 의해 이러한 문제점은 거의 없는 것으로 드러났다. 또한 동영상 촬영시 센서 손떨림 방지 기능을 사용할 경우 동영상 촬영 시간이 다소 짧아질 수 있다. 10연사로 촬영할 경우 많은 연산이 필요하기 때문에 수초간 멈추는 현상도 있다.
a55에 대해서는 대체로 혁신적이라는 평가를 내렸다. 이러한 새로운 형태는 큰 반향을 불러왔으며, 시사 잡지 타임(www.time.com)의 2010년 50대 발명품으로 선정되기도 하였다.

## DSLR 논란
a55와 a33은 거울을 제거하고 반투명 거울을 채택하였다. 하지만 이 제품을 '일안 반사식 카메라(DSLR)'로 보아야 하는지에 대한 논란이 있다. 1/3만 반사시키기 때문에 소니측의 설명대로 DSLT(Digital Single Lens Translucent)라고 불러야 한다고 보는 입장도 있으나, 1/3은 반사시키기 때문에 DSLR로 보아도 무방하다는 주장도 존재한다. 소니측에서도 a55 제품 설명에서 DSLR과, DSLT라는 명칭을 함께 사용하고 있다.

## DSLT-A33
소니는 같은날 저가형인 a33도 발매했다. a55보다 일부 기능이 떨어지면서 가격은 20만원가량 저렴하다. a55와의 차이점은 다음과 같다.
- GPS 기능 삭제
- 1420만 화소
- 433g으로 더 작고 가벼운 무게
- 초당 7연사
- 동영상 촬영 시간이 더 김[5]

## 사진

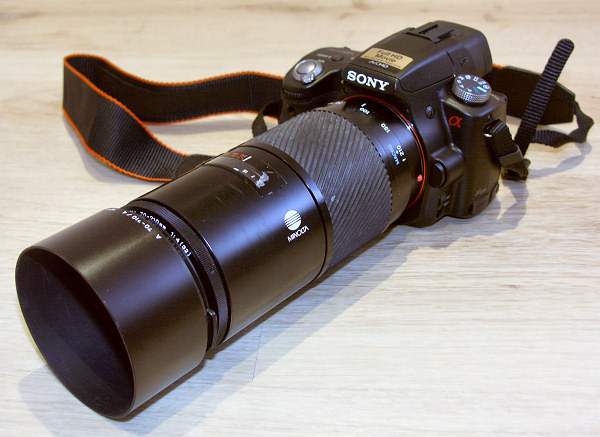
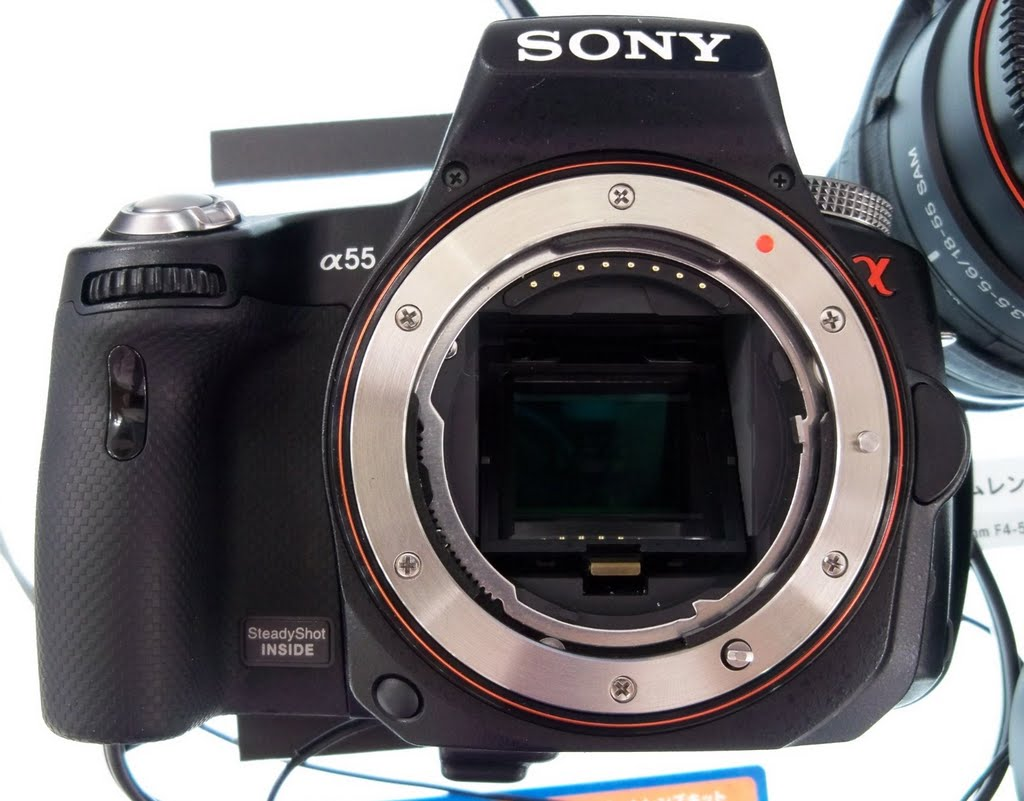
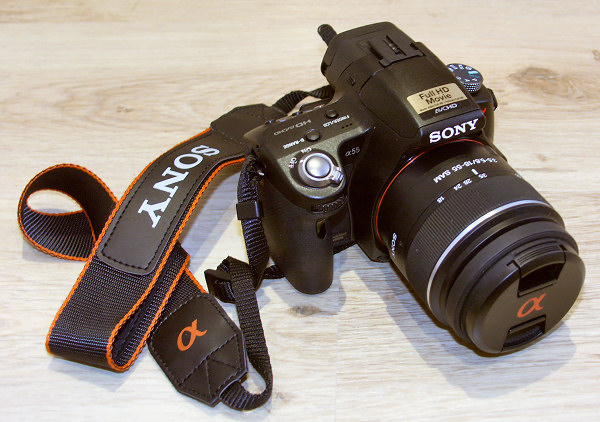
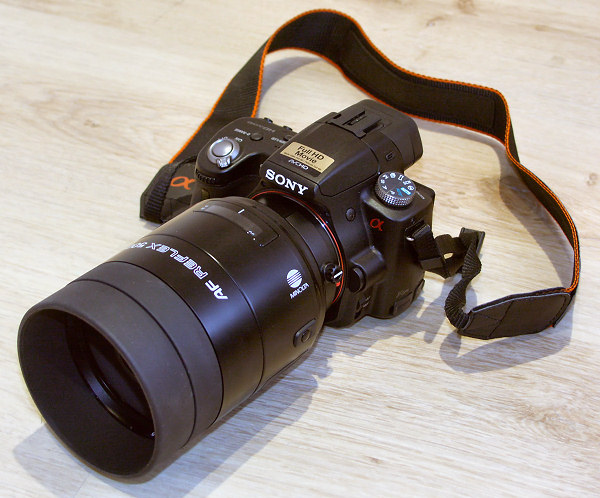
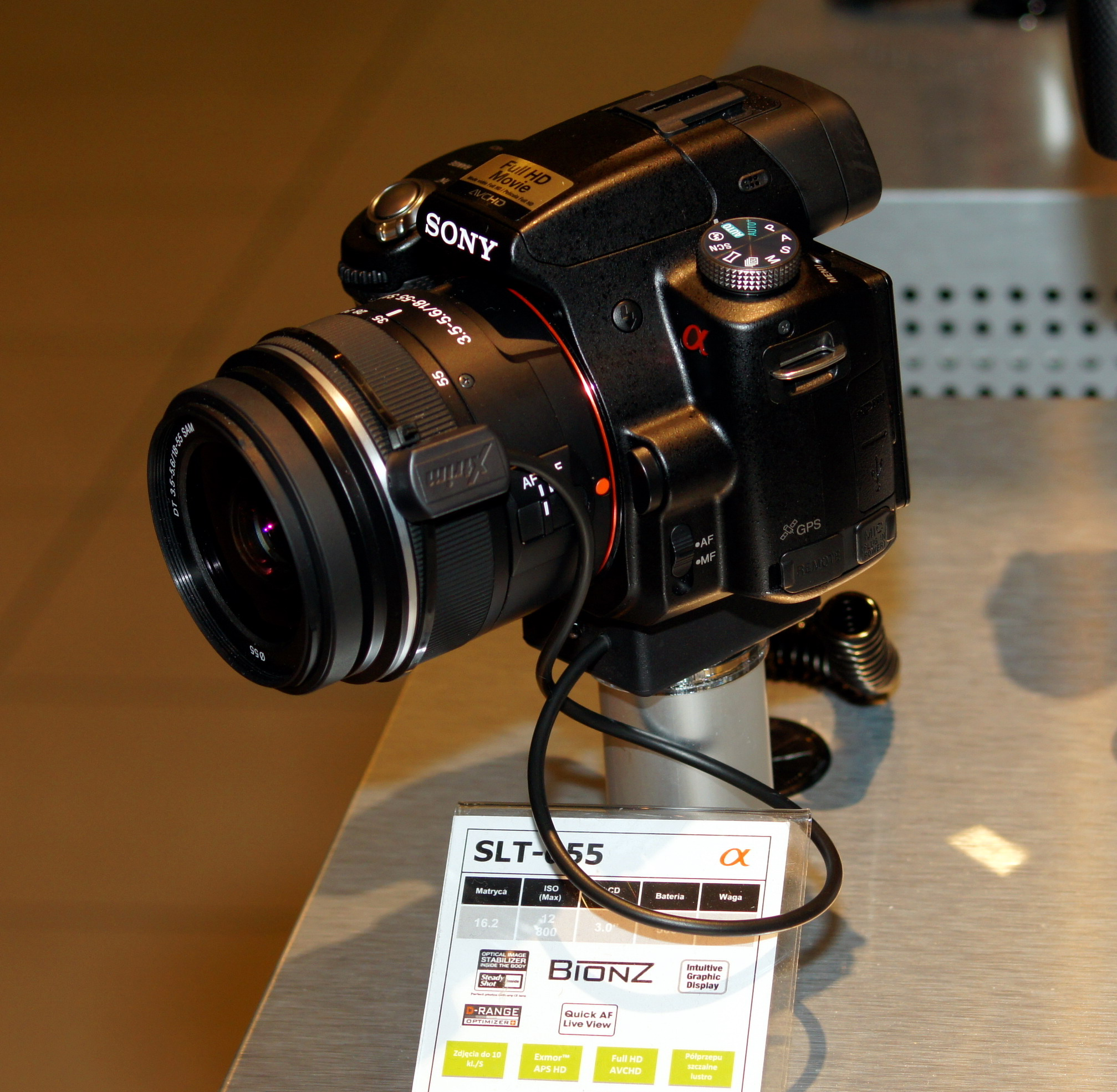